# Belo Jardim (kommun)
Belo Jardim är en kommun i Brasilien.   Den ligger i delstaten Pernambuco, i den östra delen av landet, 1 500 km nordost om huvudstaden Brasília. Antalet invånare är 72 412.
Följande samhällen finns i Belo Jardim:
- Belo Jardim

Omgivningarna runt Belo Jardim är huvudsakligen savann. Runt Belo Jardim är det ganska tätbefolkat, med 160 invånare per kvadratkilometer.